# Grenville Channel
Grenville Channel är ett sund i Kanada.   Det ligger i provinsen British Columbia, i den sydvästra delen av landet, 3 900 km väster om huvudstaden Ottawa. Grenville Channel ligger vid sjön Batchellor Lake.
I omgivningarna runt Grenville Channel växer i huvudsak barrskog. Trakten runt Grenville Channel är nära nog obefolkad, med mindre än två invånare per kvadratkilometer.